# Белушешть (Докія, Нямц)
Белушешть, Белушешті (рум. Bălușești) — село у повіті Нямц в Румунії. Входить до складу комуни Докія.
Село розташоване на відстані 279 км на північ від Бухареста, 17 км на схід від П'ятра-Нямца, 79 км на захід від Ясс.

## Населення
За даними перепису населення 2002 року у селі проживали 156 осіб, усі — румуни. Усі жителі села рідною мовою назвали румунську.